# Opitergina
L'Unione Sportiva Dilettantistica Opitergina è la principale squadra di calcio di Oderzo.
Milita in Eccellenza, quinta serie del campionato italiano di calcio.

## Storia
La società viene fondata nel 1946: il primo presidente è l'ex podestà di Oderzo e futuro storico locale Eno Bellis; come colori societari vengono adottati il bianco e il rosso presenti nello stemma della città. Nei primi anni di vita la squadra milita nei campionati di Prima divisione e Promozione; in particolare negli anni sessanta-settanta dal suo vivaio escono numerosi talenti alcuni dei quali arrivano al professionismo.
La società esce per la prima volta dall'anonimato nei primi anni '70, sotto la guida del cavalier Vittorio Cester, noto imprenditore della zona. Nel 1979 la squadra ingaggia un calciatore professionista opitergino a fine carriera, il trentaduenne Renato Faloppa, ex Lanerossi Vicenza, e a fine stagione conquista la prima storica promozione in Serie D.
Nell'estate 1980 a Faloppa si aggiunge un ancora più famoso calciatore opitergino, l'ex nazionale Gianfranco Zigoni, ex di Juventus, Roma e soprattutto Verona, talento lanciato dalla squadra dell'oratorio della sua città. Nel 1980-81 la squadra si qualifica clamorosamente diciassettesima, al termine di una stagione che non prevedeva retrocessioni a causa della ristrutturazione dei campionati; l'anno dopo, invece, perde all'ultima giornata la promozione in Serie C2, a vantaggio della Pro Gorizia.
Sono gli anni in cui l'Opitergina gioca nello stesso campionato del Chievo Verona, senza ovviamente sapere che vent'anni dopo questi ultima sarà promossa in Serie A, peraltro guidati da un allenatore, Luigi Delneri, che proprio nell'Opitergina chiude la carriera da calciatore, spinto dal presidente biancorosso Ettore Setten.
L'Opitergina gioca l'ultima stagione in Interregionale (ex Serie D) nella stagione 1991-92, quando la Tonon Opitergina, questa la sua denominazione all'epoca, retrocede in Eccellenza: termina così il periodo migliore, sotto il profilo dei risultati, della società..
Nel 1995 retrocede in Promozione, quindi torna in Eccellenza Veneta nel 1999, e retrocede di nuovo in Promozione nel 2003. A questa segue una nuova promozione al termine della stagione 2004-05, e una nuova, disastrosa, retrocessione nel 2007.
Dopo un anno di assestamento, la squadra ottiene due clamorose promozioni consecutive, la prima in Eccellenza e la seconda, nella stagione 2009-10, in Serie D, dopo aver vinto il girone B di Eccellenza Veneta.
La campagna acquisti 2010 culmina, il 3 settembre, con l'ingaggio di Stefano Dall'Acqua, una stagione in Serie A con la Reggina nel 2003-04 e cinque anni di militanza nel vivaio della società biancorossa dal 1989 al 1994, ma retrocede al termine della stagione, dopo un play-out con il Belluno.
Una tra le prime escluse nei ripescaggi, nel 2011-2012 gioca in Eccellenza Veneta girone B (allenatore Stefano Andretta arrivato dalla Sacilese retrocessa dalla C2 alla D), chiudendo al terzo posto in classifica dietro alla Clodiense (promossa in serie D) e Union Ripa La Fenadora.
A fine giugno 2012 la società comunica il ritorno in panchina per la stagione 2012/2013 del tecnico Mauro Tossani, artefice della doppia scalata Promozione-Serie D.
Nella stagione 2013/2014 milita nel girone B dell'Eccellenza Veneto e viene rivoluzionata e privata di alcune sue bandiere. La tifoseria non contenta delle scelte societarie discutibili mormora e nella piazza già si aspetta che la panchina di Tossani salti al più presto.
Nel mese di luglio 2016, si celebra il 70º compleanno della società ed Enrico Montenero assume la carica di Presidente, subentrando a Paolo Pavan dopo 4 anni di mandato.
L'annata 2022/2023 sarà l'ultima nella storia per la società che dal 1º luglio 2023 diventa LEO ovvero la fusione tra Opitergina e Liventina Gorghense.
Colori sociali rosso, verde, bianco e oro, richiamando i colori delle due precedenti società con un logo tondo fuorviante, dove viene richiamata una stecca da hockey che calcia un pallone da calcio.
A distanza di neppure due anni, con un comunicato congiunto del 13 maggio 2025, si precisa come il progetto di fusione non venga portato a compimento per diverse divergenze di carattere amministrativo dirigenziale e societario. Un naufragio che era nell'aria già dopo i primi 12 mesi con un amore dei tifosi mai sbocciato. Si chiude l'epoca dell'hockey con la squadra che tornerà in campo con il nome Opitergina dalla stagione 25/26.
A partire dal 1° luglio 2025, con l'avvio della nuova stagione sportiva, a seguito di un comunicato da parte della società, la squadra di Oderzo conferma la prosecuzione del progetto LEO, seppur senza l'apporto della società di Motta di Livenza, ma rafforzando la collaborazione con il Team LeO Academy. Mantiene i colori sociali bianco - rosso - verde, cambia il nome in Legacy Opitergina, o abbreviato in LEO Oderzo, modifica leggermente lo stemma e mantiene le strutture sportive e la partecipazione al prossimo campionato di Eccellenza Veneta.
La società vanta anche la presenza sui social (Instagram, Tik Tok e Facebook) di una Fanpage, denominata "legacyopitergina_fanpage", attiva ormai da oltre tre anni, che racconta senza filtri e dagli occhi dei tifosi le vicissitudini delle Prima Squadra, con lo scopo di far avvicinare nuovamente più persone possibili al mondo del calcio opitergino.

## Allenatori e presidenti

### Allenatori
- Felice Arienti
- Felice Marchesin
- Bruno Artuso
- Giovanni Gallina
- Antonio Moretto
- Bruno Bozzolo
- Piero Susin
- Graziano Franzon
- Giovanni Dal Pozzo
- Angelo Trevisiol
- Giorgio Mognon
- Roberto Corradi
- Ugo Callegari
- Mario Pantaleoni
- Gian Paolo Lampredi
- Giacomo Blason
- Fausto Vicino
- Alfonso Caputo
- Arles Panisi
- Mario Andizzon
- Franco Stevanato
- Ivan Gregori
- Renzo Zanet
- Ennio Pupulin
- Giordano Fiorin
- Alfonso Semenzato
- Luciano Savian
- Giorgio Paraguai
- Roberto Dalla Pietra
- Giordano Fiorin
- Vanni Moscon
- Paolo Marin
- Fabio Zanetti
- Alessandro Lenisa
- Simone Piovanelli
- Mauro Conte
- Mauro Tossani
- Stefano De Agostini
- Stefano Andretta
- Mauro Tossani
- Stefano Della Bella
- Vanni Moscon
- Cristian Chiara
- Simone Piovanelli
- Massimo Muzzin
- Nicola Gallo
- Maurizio De Pieri
- Lauro Florean e Claudio Ferrati
- Mauro Conte
- Francesco Feltrin
- Maurizio Costantini
- Mauro Salatin
- Loris Bodo
- Matteo Zulian
- Giovanni Soncin
- Massimiliano Rossi

### Presidenti
- Eno Bellis (1946 - 1948)
- Fortunato Saccomani (1948 - 1954)
- Giuseppe Lippi (1955 - 1956)
- Francesco Aliprandi (1956 - 1957)
- Angelo Bevilacqua (1957 - 1964)
- Giuseppe Fornasier (1964 - 1967)
- Fortunato Torchio (1967 - 1968)
- Carmine Poscia (1969 - 1972)
- Vittorio Cester (1972 - 1976)
- Elio Gaggiato (1976 - 1980)
- Giovanni Merlo (1980 - 1983)
- Giorgio Bincoletto (1983 - 1986)
- Ettore Setten (1986 - 1989)
- Bruno Saccomani (1989 - 1997)
- Claudio Furlan (1997 - 2002)
- Renato Bernardi (2002 - 2012)
- Paolo Pavan (2012 - 2016)
- Enrico Montenero (dal 2016)

## Palmarès

### Competizioni regionali
- Eccellenza: 1

2009-2010 (girone B)
- Promozione: 3

1979-1980 (girone B), 1998-1999 (girone D), 2019-2020 (girone D)
- Prima Categoria: 1

1972-1973 (girone D)
- Prima Divisione: 1

1947-1948 (girone A)
- Coppa Italia Dilettanti Veneto: 1

1992-1993

### Altri piazzamenti
- Coppa Italia Dilettanti:

Semifinalista: 1979-1980

## Statistiche e record

### Partecipazione ai campionati nazionali
| Livello | Categoria                 | Partecipazioni | Debutto   | Ultima stagione | Totale |
| ------- | ------------------------- | -------------- | --------- | --------------- | ------ |
| 5º      | Serie D                   | 2              | 1980-1981 | 2010-2011       | 12     |
| 5º      | Campionato Interregionale | 10             | 1981-1982 | 1990-1991       | 12     |